# Onthophagus gangulu
Onthophagus gangulu är en skalbaggsart som beskrevs av Matthews 1972. Onthophagus gangulu ingår i släktet Onthophagus och familjen bladhorningar. Inga underarter finns listade i Catalogue of Life.